# Воронцовская волость (Псковская область)
Воронцовская волость — административно-территориальная единица 3-го уровня и муниципальное образование со статусом сельского поселения в Островском районе Псковской области России.
Административный центр — село Воронцово.

## География
Территория волости граничит на юго-западе с Горайской, на западе и северо-западе — с Островской волостями Островского района, на юге — с Пушкиногорским и Новоржевским районами Псковской области.
На территории волости расположено озеро Черешно (0,39 км², глубиной до 8 м) — место истока реки Черёха.

## Население
| 2002  | 2010  | 2012  | 2013  | 2014  | 2015 | 2016  |
| ----- | ----- | ----- | ----- | ----- | ---- | ----- |
| 939   | ↗1067 | ↘1053 | ↗1054 | ↘1025 | ↘999 | ↗1574 |
| 2017  | 2018  | 2019  | 2020  | 2021  |      |       |
| ↘1513 | ↘1462 | ↘1398 | ↘1336 | ↘1056 |      |       |

Суммарная численность населения Воронцовской и Шиковской волостей, объединённых в новообразованную Воронцовскую волость, по состоянию на 1 января 2015 года составляла 1582 человека.

## Населённые пункты
В состав волости с апреля 2015 года входят 136 населённых пунктов, в том числе 1 село и 135 деревень:
| №   | Населённый пункт  | Тип     | Население, чел. |
| --- | ----------------- | ------- | --------------- |
| 1   | Аграфенино        | деревня | ↘0              |
| 2   | Акатово           | деревня | ↘14             |
| 3   | Алипино           | деревня | ↘0              |
| 4   | Анашино           | деревня | ↘6              |
| 5   | Ануры             | деревня | ↘6              |
| 6   | Арестово-Шевелево | деревня | ↗3              |
| 7   | Астратово         | деревня | ↘6              |
| 8   | Безмалиха         | деревня | →0              |
| 9   | Белое             | деревня | ↘8              |
| 10  | Беляи             | деревня | ↗3              |
| 11  | Беляи             | деревня | ↘0              |
| 12  | Берёзовка         | деревня | ↘0              |
| 13  | Блины             | деревня | →0              |
| 14  | Болдино           | деревня | ↘9              |
| 15  | Большие Пустынки  | деревня | ↘9              |
| 16  | Бороносово        | деревня | →0              |
| 17  | Бураки            | деревня | ↘6              |
| 18  | Быки              | деревня | →0              |
| 19  | Вахромеево        | деревня | ↘6              |
| 20  | Винокурово        | деревня | ↘13             |
| 21  | Владимирец        | деревня | ↗19             |
| 22  | Воронцово         | село    | ↘553            |
| 23  | Врев              | деревня | ↗18             |
| 24  | Высокосы          | деревня | ↘3              |
| 25  | Галани            | деревня | ↘0              |
| 26  | Голубово          | деревня | ↘3              |
| 27  | Горушка           | деревня | ↘6              |
| 28  | Горшихино         | деревня | ↘8              |
| 29  | Горшки            | деревня | →0              |
| 30  | Гостены           | деревня | →0              |
| 31  | Гришино           | деревня | ↘6              |
| 32  | Губино            | деревня | ↘0              |
| 33  | Домахино          | деревня | ↗12             |
| 34  | Дурново           | деревня | ↘6              |
| 35  | Житницы           | деревня | →0              |
| 36  | Жуково            | деревня | ↘3              |
| 37  | Загорье           | деревня | ↘0              |
| 38  | Заслюжье          | деревня | ↘0              |
| 39  | Зехново           | деревня | →0              |
| 40  | Зубово            | деревня | ↘0              |
| 41  | Иваново           | деревня | ↘0              |
| 42  | Казаны            | деревня | ↘1              |
| 43  | Каменка           | деревня | →0              |
| 44  | Качаново          | деревня | →19             |
| 45  | Кириловское       | деревня | ↘0              |
| 46  | Клюево            | деревня | →0              |
| 47  | Комиссары         | деревня | ↘0              |
| 48  | Конево            | деревня | ↘2              |
| 49  | Коноплюшка        | деревня | →0              |
| 50  | Коношково         | деревня | →0              |
| 51  | Коробово          | деревня | →0              |
| 52  | Косорово          | деревня | →0              |
| 53  | Котельно          | деревня | ↘7              |
| 54  | Кустово           | деревня | ↘2              |
| 55  | Лаврово           | деревня | ↘20             |
| 56  | Лаврово           | деревня | →0              |
| 57  | Лапское           | деревня | ↘2              |
| 58  | Логовино          | деревня | ↘11             |
| 59  | Луговское         | деревня | →0              |
| 60  | Лужки             | деревня | ↘0              |
| 61  | Маклаки           | деревня | ↗4              |
| 62  | Макуши            | деревня | ↘0              |
| 63  | Малые Пустынки    | деревня | ↘7              |
| 64  | Маршевицы         | деревня | ↘33             |
| 65  | Минкино           | деревня | ↘0              |
| 66  | Михалевка         | деревня | →0              |
| 67  | Михалево          | деревня | →1              |
| 68  | Михны             | деревня | ↘4              |
| 69  | Мокрица           | деревня | →0              |
| 70  | Мухи              | деревня | →0              |
| 71  | Настасино         | деревня | →1              |
| 72  | Никитино          | деревня | ↘0              |
| 73  | Новино            | деревня | →0              |
| 74  | Обрубы            | деревня | #Н/Д            |
| 75  | Овсянкино         | деревня | →0              |
| 76  | Ольхово-Барское   | деревня | →0              |
| 77  | Острейково        | деревня | ↘3              |
| 78  | Панюшино          | деревня | ↗1              |
| 79  | Петрово           | деревня | →0              |
| 80  | Поварнино         | деревня | ↘3              |
| 81  | Погорелка         | деревня | ↘259            |
| 82  | Подборовье        | деревня | ↘0              |
| 83  | Подвязье          | деревня | ↘2              |
| 84  | Поддубно          | деревня | →0              |
| 85  | Подмогилье        | деревня | ↘107            |
| 86  | Подоры            | деревня | ↘0              |
| 87  | Подрезово         | деревня | ↘0              |
| 88  | Пометкино         | деревня | →0              |
| 89  | Попово            | деревня | ↘0              |
| 90  | Приезжево         | деревня | ↘3              |
| 91  | Приозёрная        | деревня | ↘42             |
| 92  | Прощенки          | деревня | →0              |
| 93  | Пустошка          | деревня | ↘3              |
| 94  | Пшонкино          | деревня | →0              |
| 95  | Рассамухино       | деревня | →1              |
| 96  | Ровное            | деревня | ↘2              |
| 97  | Романово          | деревня | ↘3              |
| 98  | Садки             | деревня | →2              |
| 99  | Семёхново         | деревня | →4              |
| 100 | Семки             | деревня | ↘6              |
| 101 | Сергино           | деревня | ↘14             |
| 102 | Сигорицы          | деревня | ↘13             |
| 103 | Сипово            | деревня | ↘1              |
| 104 | Скуратово         | деревня | ↘29             |
| 105 | Сонино            | деревня | ↘4              |
| 106 | Сошихино          | деревня | ↘5              |
| 107 | Спиры             | деревня | ↘109            |
| 108 | Степаново         | деревня | ↘0              |
| 109 | Стешово           | деревня | ↘0              |
| 110 | Стешутино         | деревня | →0              |
| 111 | Ступино           | деревня | →0              |
| 112 | Терегаево         | деревня | →13             |
| 113 | Тетерино          | деревня | ↘5              |
| 114 | Толстиково        | деревня | →0              |
| 115 | Торчани           | деревня | ↘40             |
| 116 | Тропкино          | деревня | ↘16             |
| 117 | Туманы            | деревня | →0              |
| 118 | Тупицы            | деревня | ↗7              |
| 119 | Тюрево            | деревня | ↘2              |
| 120 | Ульяненки         | деревня | →1              |
| 121 | Ульяново          | деревня | →0              |
| 122 | Устье             | деревня | ↘2              |
| 123 | Фёдоровское       | деревня | ↘3              |
| 124 | Федотинки         | деревня | →0              |
| 125 | Ферково           | деревня | ↗6              |
| 126 | Хорево            | деревня | →0              |
| 127 | Хорошая           | деревня | ↗3              |
| 128 | Черничино         | деревня | ↘11             |
| 129 | Шаркуновка        | деревня | →0              |
| 130 | Шики              | деревня | ↘201            |
| 131 | Ширяево           | деревня | ↘4              |
| 132 | Щекотово          | деревня | ↘4              |
| 133 | Южново            | деревня | ↘0              |
| 134 | Юцы               | деревня | →1              |
| 135 | Ягупы             | деревня | →0              |
| 136 | Ямище             | деревня | ↘7              |

## История
Территория современной волости в 1927 году в основном вошла в Островский район в виде ряда сельсоветов, в том числе Заслюжского сельсовета, восточная часть — в Выборский район в виде ряда сельсоветов, в том числе Шиковского сельсовета. Постановлением Президиума ВЦИК от 1 января 1932 года Шиковский, Шалашинский, Сонинский, Степановский, Фёдоровский сельсоветы были включены в Славковский район.
Постановлением Президиума ВЦИК от 15 февраля 1935 года Шиковский, Шалашинский, Степановский, Фёдоровский сельсоветы переданы в состав новообразованного Сошихинского района с центром в селе Воронцово (которое в 1925—1944 годах на картах подписывалось как Сошихино).
Постановлением Президиума ВЦИК от 10 октября 1937 года в Сошихинский район был передан Сонинский сельсовет.
Указом Президиума Верховного Совета РСФСР от 16 июня 1954 года Качановский и Сумецкий сельсоветы были объединены в Шаркуновский сельсовет Сошихинского района, Лавровский и Великорецкий сельсоветы включены в Островинский сельсовет Сошихинского района, Сонинский и Фёдоровский включены в Шалашинский сельсовет Сошихинского района, Степановский — в Шиковский сельсовет Сошихинского района.
Указом Президиума Верховного Совета РСФСР от 3 октября 1959 года почти все сельсоветы Сошихинского района возвращены в Островский район, а Шалашинский и Шиковский сельсоветы переданы в Новоржевский район.
Решением Псковского облисполкома от 13 февраля 1960 года Шалашинский сельсовет был упразднён и включён в Шиковский сельсовет.
Решением Псковского облисполкома от 25 апреля 1960 года Заслюжский сельсовет был переименован в Воронцовский сельсовет.
Указом Президиума Верховного Совета РСФСР от 1 февраля 1963 года из состава Новоржевского района в Островский район был передан Шиковский сельсовет.
Решением Псковского облисполкома от 7 декабря 1964 года Островинский сельсовет был включён в Воронцовский сельсовет.
Постановлением Псковского областного Собрания депутатов от 26 января 1995 года все сельсоветы в Псковской области были переименованы в волости, в том числе Воронцовский сельсовет был превращён в Воронцовскую волость.
Законом Псковской области от 28 февраля 2005 года  была упразднена Шаркуновская волость и  с 1 января 2006 года включена в новосозданное муниципальное образование Воронцовская волость со статусом сельского поселения в составе муниципального образования Островский район со статусом муниципального района.
До апреля 2015 года в состав Воронцовской волости входило 60 населённых пунктов, в том числе село Воронцово и 59 деревень: Погорелка, Качаново, Домахино, Ширяево, Малые Пустынки, Большие Пустынки, Жуково, Арестово-Шевелево, Ступино, Настасино, Ягупы, Лапское, Беляи, Минкино, Поварнино, Рассамухино, Шаркуновка, Каменка, Острейково, Ульяново, Коношково, Клюево, Овсянкино, Хорошая, Пометкино, Житницы, Анашино, Астратово, Березовка, Болдино, Врев, Винокурово, Гостены, Горшки, Голубово, Заслюжье, Зубово, Казаны, Конево, Кустово, Лаврово, Лужки, Маклаки, Михалево, Панюшино, Подоры, Приезживо, Приозерная, Пшонкино, Романово, Семёхново, Сергино, Сошихино, Терегаево, Тупицы, Юцы, Ямище, Стешутино, Толстиково.
В апреле 2015 года в состав Воронцовской волости была включена упразднённая Шиковская волость.